# Pathein
Pathein, anteriormente conhecida como Bassein, é uma cidade e a capital da divisão de Irauádi, Mianmar.